# ترانسفورماتور و سلف چنبری
ترانسفورماتور و سلف چنبری (انگلیسی: Toroidal inductors and transformers)، القاگر (سلف) یا ترانسفورماتورهایی هستند که دارای هسته چنبره‌ای (حلقوی) هستند.